# Rudolf Trenn
Rudolf Trenn (22 de novembro de 1917 - 16 de abril de 1943) foi um piloto alemão da Luftwaffe durante a Segunda Guerra Mundial. Voou 518 missões de combate, nas quais destruiu 17 tanques.